# Zajęcie San Pietro i Sant’Antioco
W maju 1793 roku, podczas wojny Francji z pierwszą koalicją, francuska marynarka wojenna przeprowadziła zmasowany atak na wyspę Sardynię, ówczesną posiadłość dynastii sabaudzkiej.
Flota francuska zbombardowała główne miasto Sardynii – Cagliari – jednak jej atak został odparty przez mieszkańców stolicy. Wycofawszy się spod Cagliari, Francuzi wpłynęli na zatokę Palmas i zajęli wyspy  San Pietro i Sant’Antioco, na których założyli swoje garnizony. W celu odwrócenia uwagi przeciwnika, w dniu 22 lutego druga flota, wioząca oddziały z Korsyki, przybiła do Le Tigge niedaleko wysepki La Maddalena – na północnym wybrzeżu Sardynii. Francuzi usiłowali zająć archipelag Maddalena. Chociaż częściowo operacja się powiodła, to jednak zdecydowany opór mieszkańców spowodował znaczne straty w szeregach francuskich. Republikanie stracili 200 ludzi, artylerię oraz zapasy. Było to co prawda niewiele znaczące wydarzenie, jednak to właśnie podczas tej potyczki po raz pierwszy sprawdził swoje zdolności militarne Napoleon Bonaparte. Zaniechawszy dalszych wysiłków, flota zacumowała na San Pietro. Następnie – ze względu na niepewną sytuację we Francji – odpłynęła do Tulonu.
Dwie wysepki pozostały pod kontrolą Francji do 25 maja 1793 roku, aż do przybycia floty hiszpańskiej w sile 24 statków. Na widok obcej floty 800-osobowy garnizon francuski skapitulował. Francuzi stracili obydwie fregaty, które pozostawili do osłony garnizonu wysepek. Fregata Helène – z trzydziestoma sześcioma armatami – została zdobyta przez Hiszpanów w trakcie próby ucieczki. Natomiast fregatę Richmond  podpaliła, a następnie zatopiła jej własna załoga w ramach realizacji warunków kapitulacji. Łączna liczba francuskich jeńców wojennych wzrosła do 1300 osób.